# Leonardo Leo

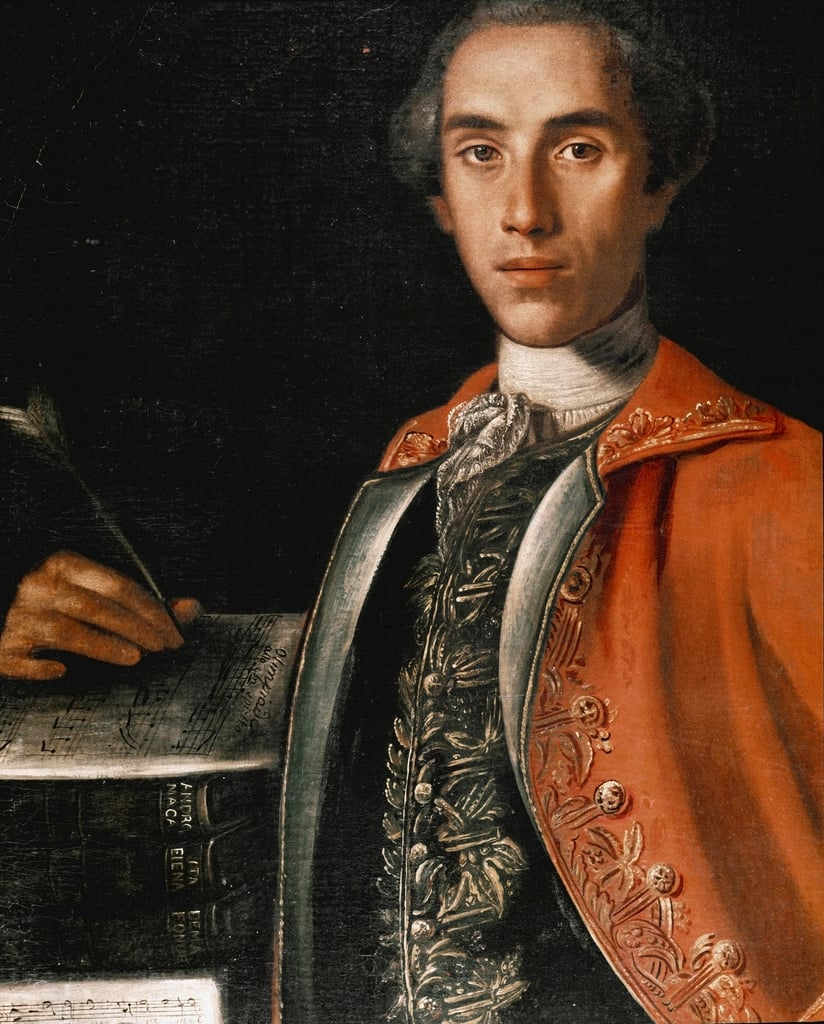
Leonardo Leo.

Leonardo Ortensio Salvatore de Leo (San Vito dei Normanni, 5 de agosto de 1694 – Nápoles, 31 de octubre de 1744), compositor italiano, miembro de la escuela napolitana.

## Biografía
Compositor y maestro de la escuela napolitana del siglo XVIII, nació en San Vito degli Schiavoni (la actual San Vito dei Normanni), en la provincia de Brindisi, que entonces pertenecía a la Tierra de Otranto, en el Reino de Nápoles. Según las noticias manuscritas de Sigismondo, bibliotecario del colegio real de música de Nápoles, copiadas del Marqués de Villarosa, Leo habría terminado sus estudios musicales en el conservatorio de la Pietà dei Turchini, bajo la dirección de Fago, apodado il tarentino. Girolamo Chigi, maestro de capilla de la Archibasílica de San Juan de Letrán, alumno y amigo de Giuseppe Ottavio Pitoni, dice, en un documento manuscrito que se conservaba en la biblioteca privada de casa Corsini alla Lungara, que Leo marchó a Roma y que estudió el contrapunto junto a aquel maestro. De vuelta en Nápoles, Leo obtuvo el puesto de segundo maestro en el conservatorio della Pietà.
En 1716 fue nombrado organista de la capilla real y el año siguiente fue designado para ocupar el puesto de maestro de capilla de la iglesia de Santa Maria della Solitaria, para la cual escribió mucha música.
En 1719 hizo representar la Sofonisba, su primera ópera seria, que fue bien acogida y en la cual el carácter expresivo de su talento ya se hacía notar.
Aunque algunos biógrafos sostienen que habría enseñado en el conservatorio de Loreto, otras fuentes señalas que antes lo hizo en el conservatorio della Pietà, y luego en el de Sant'Onofrio, donde tuvo por alumnos a algunos de los compositores más ilustres del siglo XVIII, como Niccolò Jommelli y Niccolò Piccinni.
No murió en 1743, como dice el propio Piccinni en una breve reseña biográfica sobre su maestro, ni en 1742 como afirma Charles Burney, sino en 1744.
El marqués de Villarosa refiere que Leo habría sufrido una apoplejía, mientras estaba concentrado en escribir un aria cómica de La finta frascatana que comienza con estas palabras: Voi par che gite/di palo in frasca. Se encontró con la cabeza apoyada sobre su clave y allí dejó de vivir.
Leo era de estatura media, piel morena, ojos vivos y temperamento ardiente. Aunque habitualmente era más bien serio, no le faltaba gentileza. Infatigable trabajador, con frecuencia pasaba la mayor parte de las noches componiendo. Amaba sus obras, pero rendía justicia al mérito de sus rivales cuando era preciso.

## Consideraciones sobre el artista
Leonardo Leo comparte con su predecesor Alessandro Scarlatti y sus contemporáneos Francesco Durante y Francesco Feo, la gloria de haber fundado la escuela de Nápoles, de la cual salieron, durante todo un siglo, numerosos compositores dramáticos de primer orden. Él mismo no fue solamente un gran profesor, sino también uno de los artistas más dotados.
Su Miserere a dos coros es una composición notable tanto por la elevación de sentimientos que lo dictaron, como por la pureza de estilos en los que se reconocen la influencia de la escuela cantora romana en la que estudió. En su música sacra con estilo acompañado y concertato, Leo conserva la simplicidad y se hace admirar por la belleza de la expresión, como sucede en l'Ave Maris Stella para voz de soprano y orquesta o en el Credo a cuatro voces.
Igualmente notable en el género teatral, Leo es noble, con frecuencia patético y apasionado y es con estos medios, muy simples, con los que consiguió dar una gran impresión.
Niccolò Piccinni hizo los mayores elogios a sus obras, citando en particular el aria Misero pargoletto da Demoofonte como modelo de expresión dramática. También Stefano Arteaga se prodigó en elogios hacia este músico en la Storia delle rivoluzioni del teatro musicale italiano.

## Obras

### Serenatas y pastorales
- Il gran Giorno d'Arcadia (serenata para el día del nacimiento del archiduque de Austria Leopoldo, 1716).
- Diana amante (serenata para  la fiesta de la condesa Daun, vice reina de Nápoles, 1717).
- Le nozze in dansa (pastoral cantada para el príncipe de San Nicandro por las bodas del duque de Casalmaggiore y de Giulia de Capua, duquesa de Termoli, 1718).
- Serenata en alabanza del señor George Bingh, plenipotenciario del rey de Inglaterra, cantada por Nicolò Grimaldi y Marianna Benti Bulgarelli apodada La Romanina, 1719)

### Dramas para música
1. Sofonisba (Nápoles, teatro San Bartolomeo, 1719)
2. Cajo Gracco (mismo teatro, 1720)
3. Bajazette (representado en el palacio del virrey, 1722)
4. Tamerlano (Roma, 1722)
5. Timocrate (Venecia, 1723)
6. Zenobia in Palmira (drama de Apostolo Zeno para el teatro San Bartolomeo, 1725)
7. Astianatte (cantado por Farinelli, 1725)
8. La somiglianza (teatro dei Fiorentini, 1726)
9. L'Orismene, overo dagli sdegni gli amori (teatro Nuovo, 1726)
10. Argene (1728)
11. Catone in Utica (Venecia, 1728)
12. La zingara (entreacto, 1731)
13. Intermezzi per l'Argene (1731)
14. Demetrio (Nápoles, 1732)
15. Amore dà senno (teatro Nuovo, 1733)
16. Emira (con entreactos de Ignazio Prota, 1735)
17. La clemenza di Tito (1735)
18. Onore vince amore (teatro dei Fiorentini, 1736)
19. La simpatia del sangue (1737)
20. Siface (1737)
21. L'Olimpiade (1737)
22. Achille in Sciro (1737)
23. Ciro riconosciuto (1738)
24. Festa teatrale (1739)
25. La contesa dell'Amore e della virtù (1740)
26. Alessandro (1741)
27. Demofoonte (1741)
28. Andromaca (1742)
29. Vologeso (1744)
30. La finta Frascatana (1744) (esta obra fue terminada por Capranica porque Leo sufrió una apoplejía mientras trabajaba en ella). Las otras obras de este célebre maestro cuya fecha de creación no se conoce son:
31. Amor vuol sofferenza (ópera seria)
32. Artaserse
33. Lucio Papirio
34. Arianna e Teseo (cantata teatral)
35. Evergete
36. Il matrimonio anascoso
37. Alidoro
38. Alessandro nell'Indie
39. Il Medo
40. Nitocri, regina di egitto
41. Il Pisistrate
42. Il trionfo di Camillo
43. Le nozze di Psiche